# Strada statale 25 (Polonia)
La strada statale 25 (sigla DK 25, in polacco droga krajowa 25) è una strada statale polacca che attraversa il Paese da Bobolice a Międzybórz.